# Delo
Delo (AFI: /ˈdɛlo/; in greco Δήλος?, Dilos; in greco antico: Δῆλος?) è un'isola della Grecia, nel Mar Egeo. Estesa solo 3,4 km², fa parte dell'arcipelago delle Cicladi, è situata vicino all'isola di Micono dalla quale è raggiungibile tramite battelli ed è uno dei siti mitologici, storici e archeologici più importanti della Grecia. Molti dei reperti trovati negli scavi sono esposti al Museo Archeologico di Delo e al Museo Archeologico Nazionale di Atene.
Delo ha avuto una posizione di santuario sacro per un millennio prima che la mitologia greca dell'Olimpo la rendesse il luogo di nascita di Apollo e Artemide. Dal suo Porto Sacro sono visibili i tre tumuli conici che hanno identificato paesaggi sacri ad una dea (presumibilmente Atena). Un altro sito, che conserva il suo nome pre-greco Monte Cynthus, è coronato da un santuario di Zeus.
L'isola è oggi praticamente disabitata ed è un immenso sito archeologico che richiama turisti e appassionati di archeologia da ogni parte del mondo. È dal 1990 nell'elenco dei patrimoni dell'umanità dell'UNESCO. Un piccolo stretto separa Delo dalla vicina isola di Rineia, ugualmente disabitata.

## Storia

### Antica Grecia

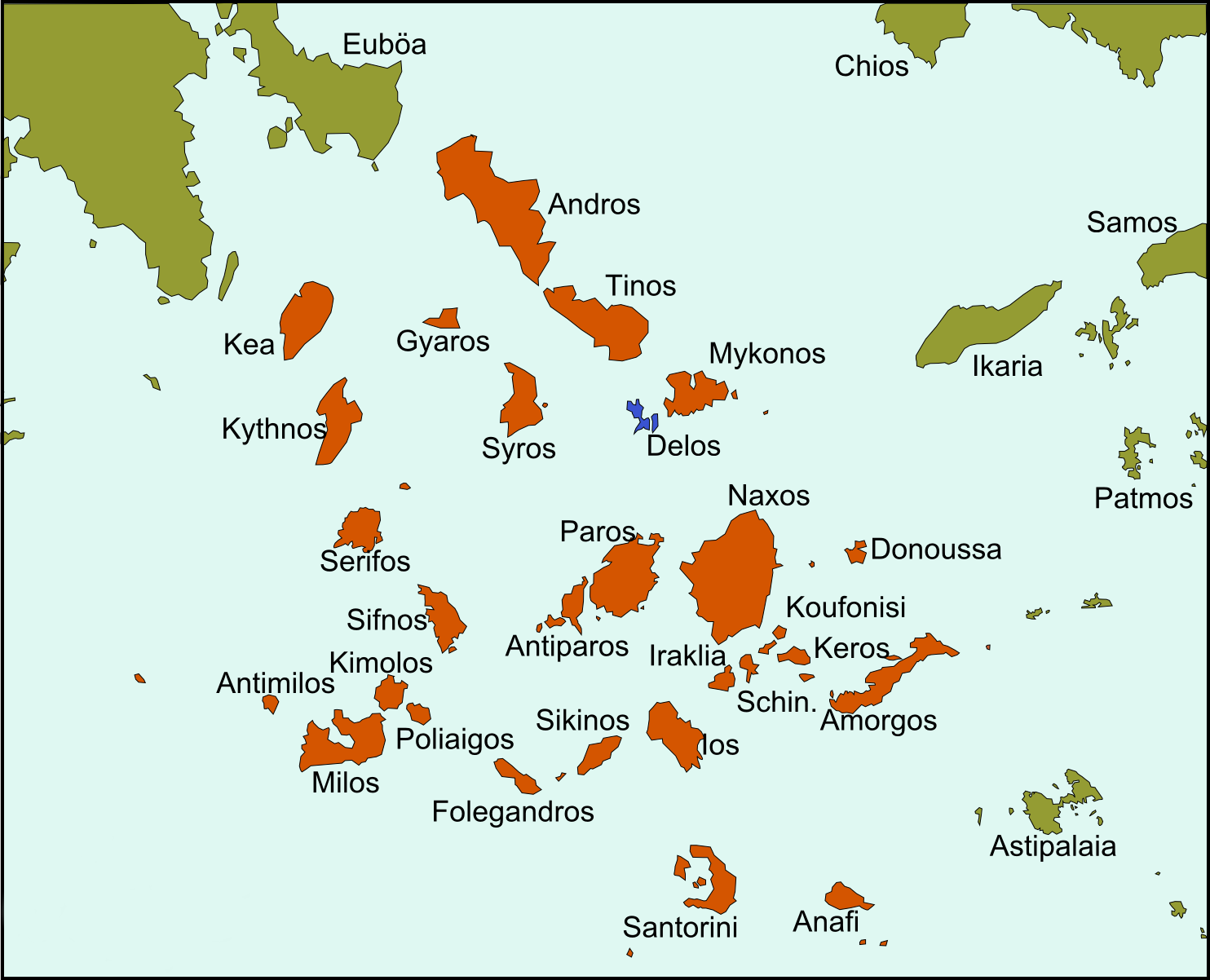
Delos (sulla destra) nelle Cicladi

Nell'antichità l'isola si chiamava Ortigia (Ortyghia). I reperti archeologici hanno dimostrato che l'isola era già abitata fin dal 3000 a.C. sulla cima del monte Cinto. Tucidide afferma che gli abitanti originari erano i pirati Cari, che alla fine furono espulsi dal re Minosse di Creta. I coloni dell'isola (circa nel 1000 a.C.) furono poi soppiantati dai micenei che probabilmente vi portarono il culto di Apollo, dio della luce e della musica, e di Artemide, dea della Luna e della caccia, adorati in triade con la madre Latona, o Leto. In seguito la figura del dio Apollo prevalse sulle altre divinità e il santuario di Apollo, famoso già nel periodo omerico, raggiunse il suo massimo splendore nei tempi arcaici (VIII-VII secolo a.C.) e classici (V-IV secolo a.C.)
.
Nel III e II secolo a.C. divenne una città-Stato indipendente, e il più grande mercato di schiavi della Grecia. I Greci consideravano segno di prestigio erigere monumenti e fare generose offerte al santuario. Delo decadde dopo il saccheggio di Mitridate VI, re del Ponto (86 a.C.), quando i monumenti vennero distrutti e gli abitanti (circa 20 000) vennero uccisi, anche se gli studiosi tendono oggi a rivedere verso il basso una simile cifra. Nel periodo romano Delo conobbe un nuovo periodo di rinascita ed espansione edilizia, cui seguì nel tardo impero un'epoca di progressiva decadenza fino al definitivo abbandono. Nel 1400 l'umanista Ciriaco d'Ancona visitò l'isola e descrisse i resti delle sculture ancora presenti, tra i quali spiccava una statua colossale arcaica di Apollo. Nel 1500 i veneziani, guidati da Morosini, portarono via uno dei leoni di marmo della cosiddetta "Terrazza dei leoni" per abbellire l'ingresso dell'Arsenale di Venezia.

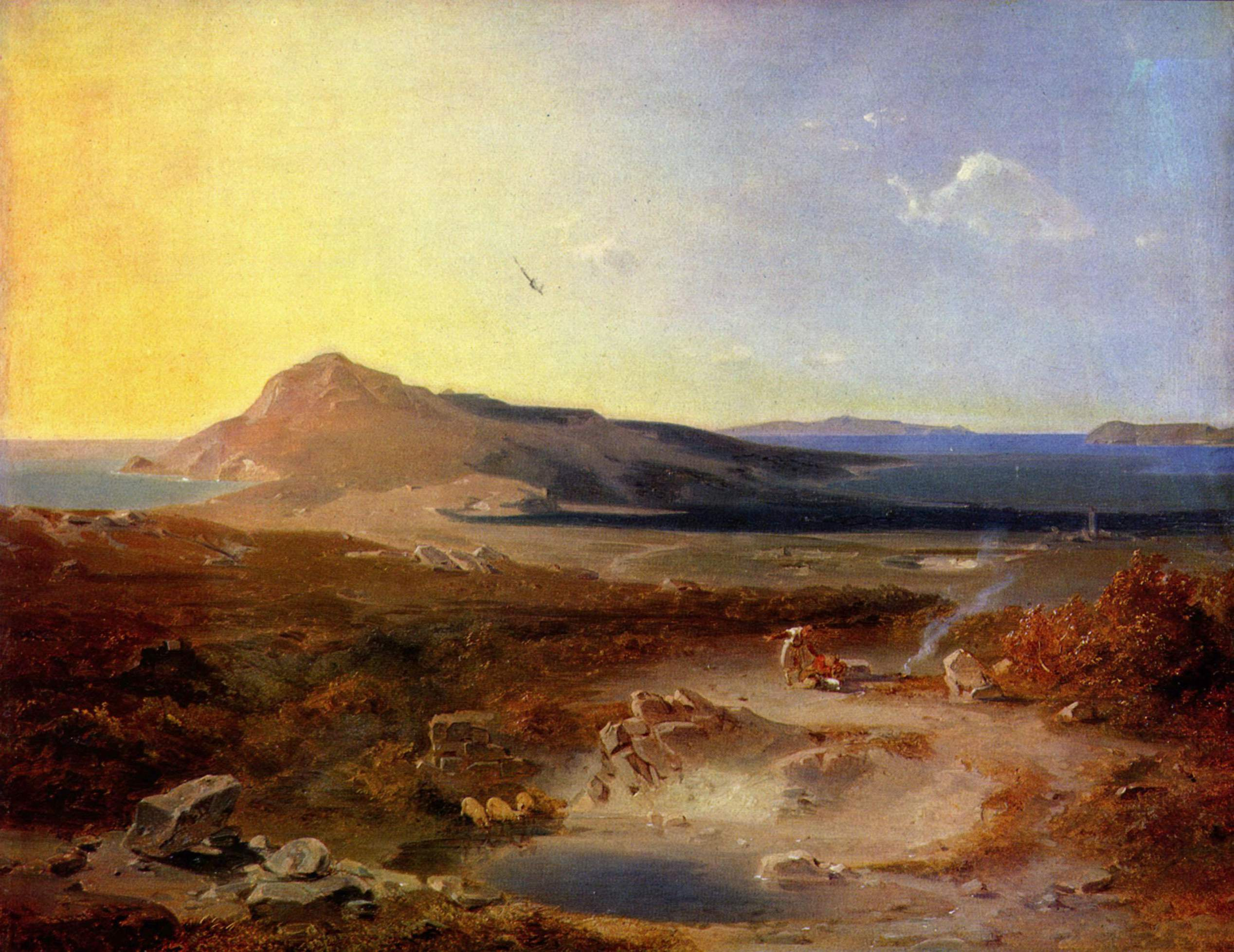
L'isola di Delos, Carl Anton Joseph Rottmann, 1847

Fu sotto l'influsso della città di Atene dal VI secolo al IV secolo a.C., diventando sede prestigiosa sede della Lega di Delo (o Lega delio-attica) tra le città greche dal 478 a.C. fino al 454 a.C.. Nei pressi del santuario custodiva l'enorme somma dei contributi delle città greche. Quando la Lega di Delo passò sotto l'egemonia Ateniese, il tesoro fu trasferito, su ordine di Pericle, all'Acropoli di Atene nel 454 a.C., segno visibile dell'accresciuta importanza politica di Atene. Nell'inverno del 426/5 a.C. gli Ateniesi decisero la "purificazione" di Delo a scopi religiosi. Sotto la direzione del tiranno Pisistrato, aprirono tutte le tombe dell'isola e trasportarono i resti trovati nella vicina isola di Renea, ove li seppellirono in una fossa comune. Si decise che nessuno sarebbe più potuto nascere o morire nell'isola sacra, per cui le donne partorienti e gli ammalati gravi avrebbero dovuto trasferirsi a Renea. Da quel momento gli abitanti di Delo rimasero senza patria. Nel 422 a.C. gli Ateniesi portarono a termine la "purificazione", esiliando tutta la popolazione locale ad Adramyttium, in Asia. Nello stesso tempo, malgrado il fatto che fossero ancora in guerra, gli Ateniesi cominciarono, per ingraziarsi gli dei, la costruzione di un nuovo grandioso Tempio di Apollo, di marmo bianco pentelico e istituirono le Feste Delie in onore di Apollo, da celebrare ogni cinque anni.

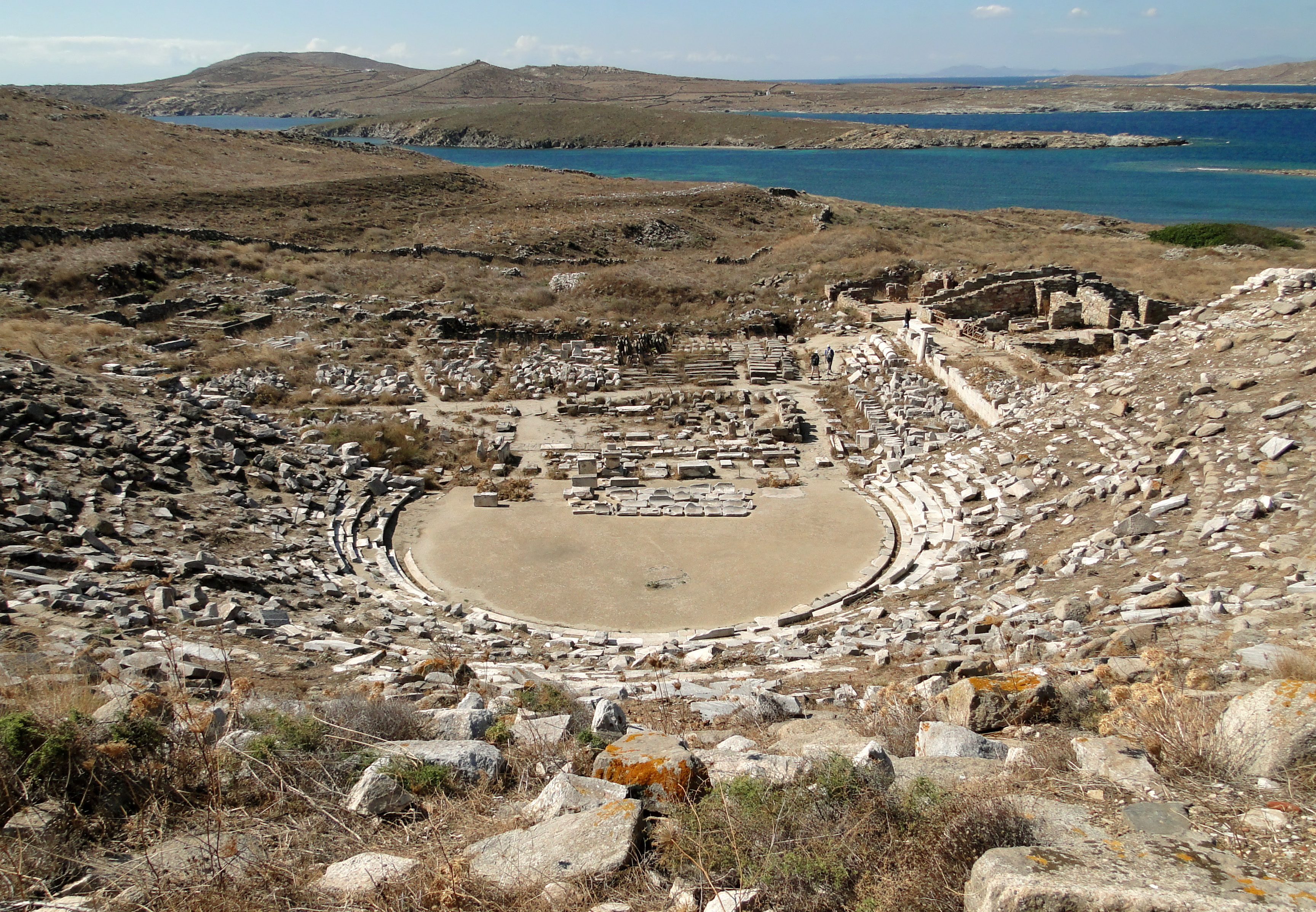
Il teatro.

Durante il periodo ellenistico, una colonia fenicia ben consolidata sull'isola aveva ampie relazioni commerciali.
L'isola non aveva capacità produttiva per il cibo, le fibre o il legname, che venivano tutti importati. L'acqua limitata è stata sfruttata con un esteso sistema di cisterne e acquedotti, pozzi e scarichi sanitari. Varie regioni gestivano agorà (mercati). Suda scrive che i greci usavano il proverbio "ᾌδεις ὥσπερ εἰς Δῆλον πλέων", che significa cantare come se si navigasse verso Delos in riferimento a qualcuno che è felice, spensierato e si diverte. Giamblico scrive che furono istituiti i Misteri di Delo (simili ai Misteri Eleusini).
Semoso di Delo (Σῆμος ὁ Δήλιος) scrisse molte opere, tra cui 8 libri sulla storia di Delo.

## Descrizione del sito

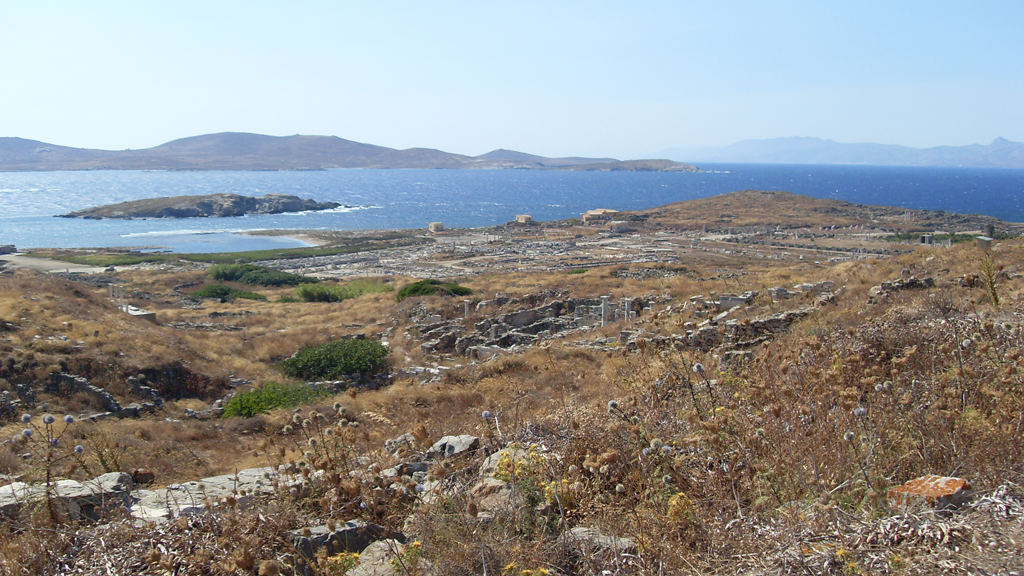
Delo

Dal 1872 l'École française di Atene incominciò nell'isola scavi sistematici che ancora oggi continuano. L'isola può definirsi un'immensa area archeologica, a cominciare dalla parte occidentale, dove nell'antichità si trovava il porto sacro. Risale all'VIII secolo uno degli esempi più antichi di moli di protezione, rappresentato da una poderosa struttura in blocchi di granito locale che si estende per circa 100 m.
Nella parte nord-occidentale si trovano i Propilei e l'Agorà dei Compitaliasti o Ermesiasti che fu fondata nel II secolo a.C. e veniva usata dai commercianti romani e dai liberti i quali vi si radunavano e onoravano i Lares compitales, cioè le divinità dei crocicchi; subito dopo, la Via Sacra con le basi degli ex voto. A ovest c'era la grande stoà di Filippo, costruita intorno al 210 a.C. Nella parte opposta c'è il cosiddetto Portico Sud (III secolo a.C.) e l'Agorà Sud o Agorà dei Delii. Il santuario di Apollo si trovava a nord-est della Stoà di Filippo insieme a tre templi dedicati al dio, il terzo dei quali, di cui si conservano le fondazioni, è noto come "Tempio degli Ateniesi".

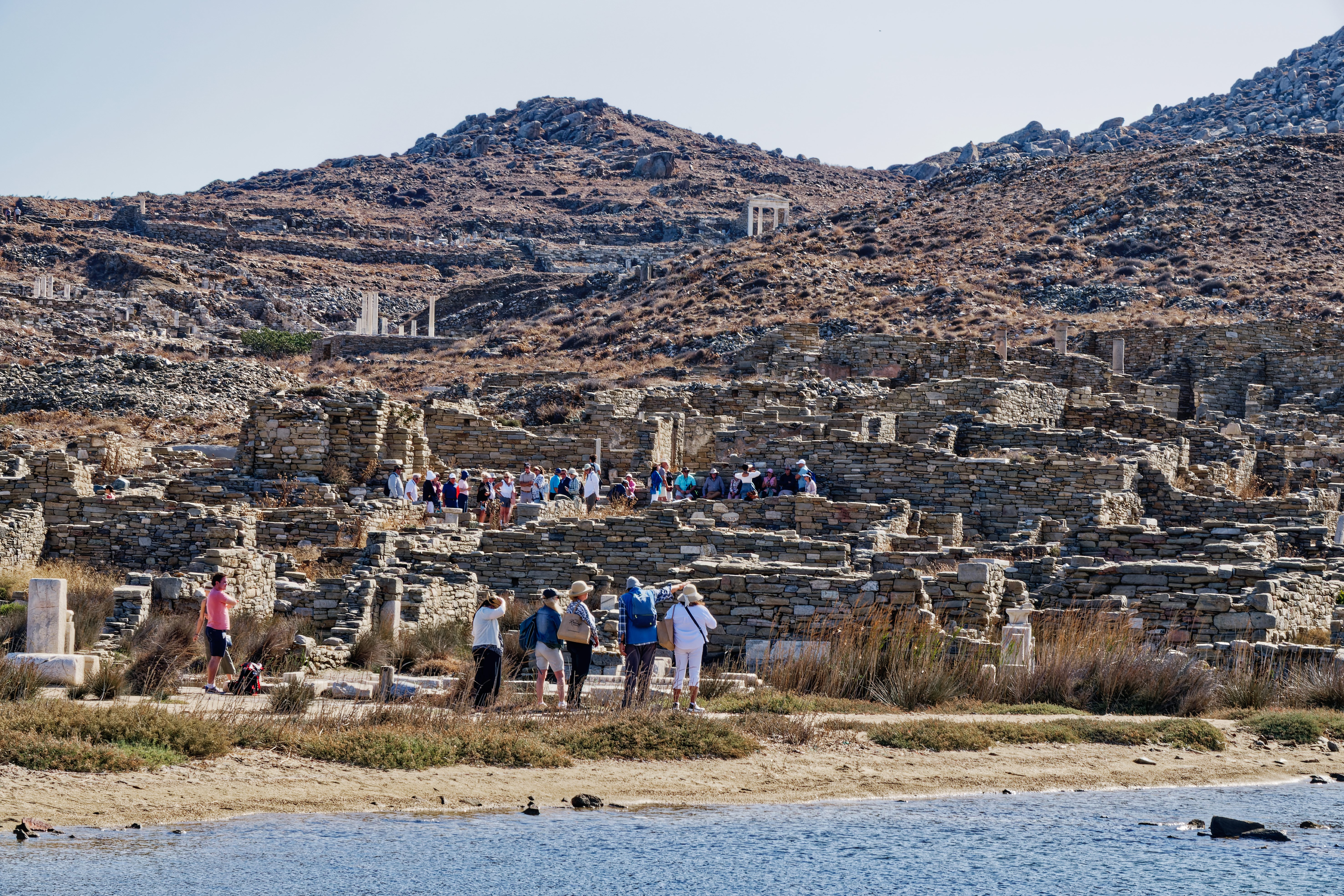
I turisti affollano il quartiere dei teatri di Delos

Nelle vicinanze, un po' prima del tempio di Apollo, si trova la Casa dei Nassi (metà del VI secolo a.C.), a nord l'altare Keraton e a nord-est di esso il tempio di Artemide (II secolo a.C.), costruito sui ruderi di un tempio precedente. Nella parte nord del tempio si trovano i cosiddetti "Tesori" e a est di essi il Prytaneion (metà del V secolo a.C.) e a ovest il monumento del toro (IV-III secolo a.C.). A sud-est del monumento, l'altare di Zeus Salvatore protettore dei marinai e a nord il tempio di Dioniso (inizi III sec.) e il portico che si dice sia stato fondato da Antigono Gonata alla fine del III secolo a.C.

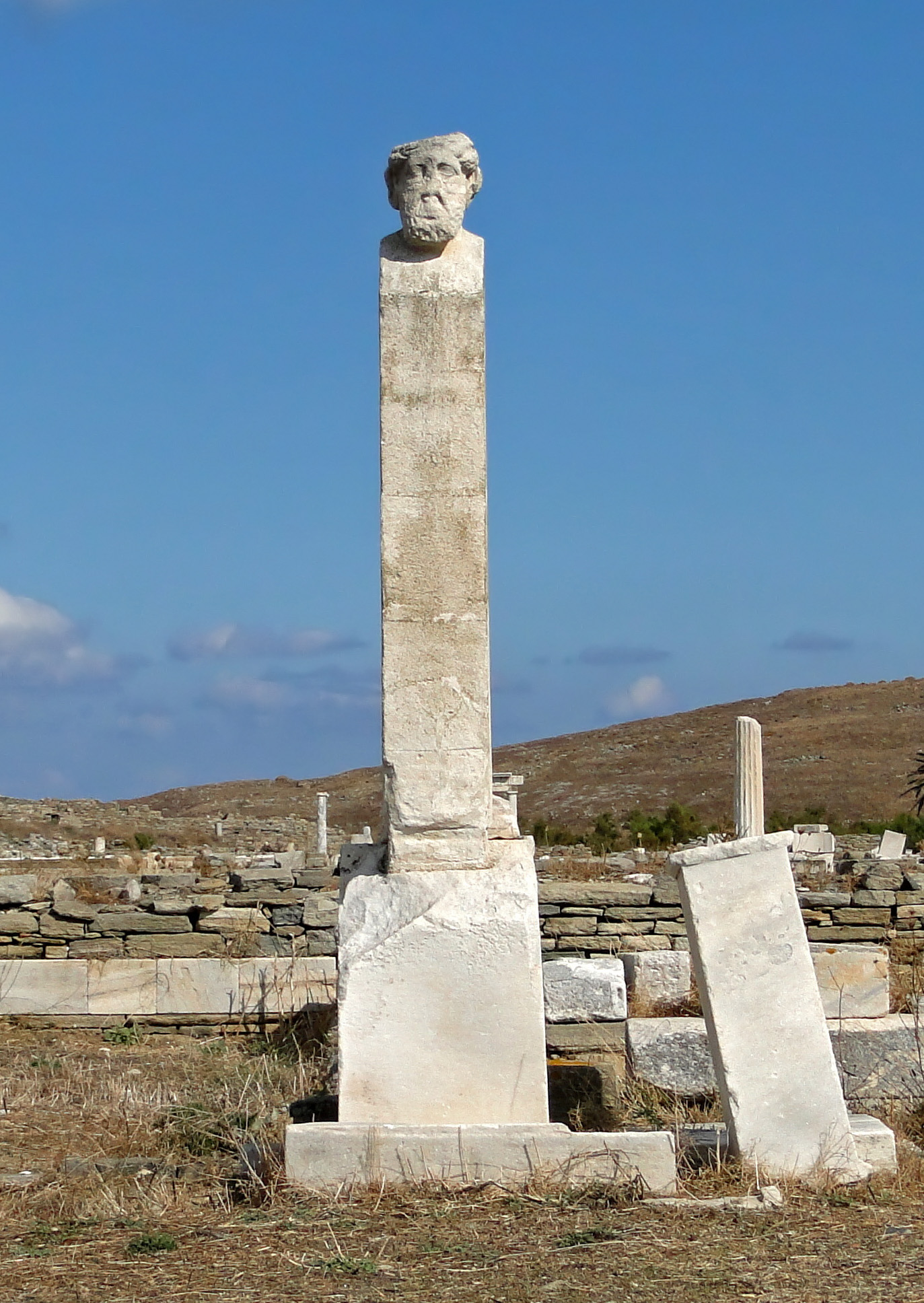
Busto d'Hermès dell'epoca ellenistica.

Nella parte ovest c'erano vari edifici l"Ekklesiasterion", luogo di riunione della Bulè e del Demos dei Delii e il "Tesmoforion", costruzione del V secolo, collegato al culto di Demetra. Nella parte nord del santuario, nel quartiere del lago si trovava L'Agorà di Teofrasto, il santuario dei dodici dei dell'Olimpo, il tempio di Latona e l'Agorà degli italici. Dal tempio di Latona, a nord del Lago Sacro, una strada portava alla famosa Via dei Leoni, ex voto degli abitanti dell'isola di Nasso del VII secolo a.C., consistente in nove leoni di marmo dei quali se ne conservano solo cinque. Un sesto si trova all'ingresso della Grande Porta dell'Arsenale di Venezia, depredato dall'Isola di Delo dall'Ammiraglio Francesco Morosini nel 1687. Un po' più in basso si trovava il lago sacro dove, nell'antichità, nuotavano i cigni di Apollo, coperto con terra nel 1926 dopo un'epidemia di malaria.
A nord-ovest della Via dei Leoni si trovava la sede dei Poseidoniasti di Beirut, centro di commercianti che adoravano Poseidone, con le statue realizzate dallo scultore Menandro, due palestre, il santuario dell'Archegeta, il Ginnasio e lo Stadio. Il quartiere più abitato era quello del Teatro. Molte sono le abitazioni di età ellenistica e romana ornate con mosaici i pavimenti musivi: Casa dei Delfini, Casa delle Maschere, Casa del Tridente, Casa di Dioniso. Da questo punto si può arrivare al museo che custodisce reperti degli scavi dell'isola.
A nord-ovest della Casa delle Maschere si conservano le vestigia del Teatro che aveva una capienza di 5 500 posti, costruzione del II secolo a.C.
Troviamo inoltre nel Monte Cinto (Kynthos) resti del santuario di Zeus del Cinto e quello di Atena del Cinto.

### L'Agorà dei Competenti

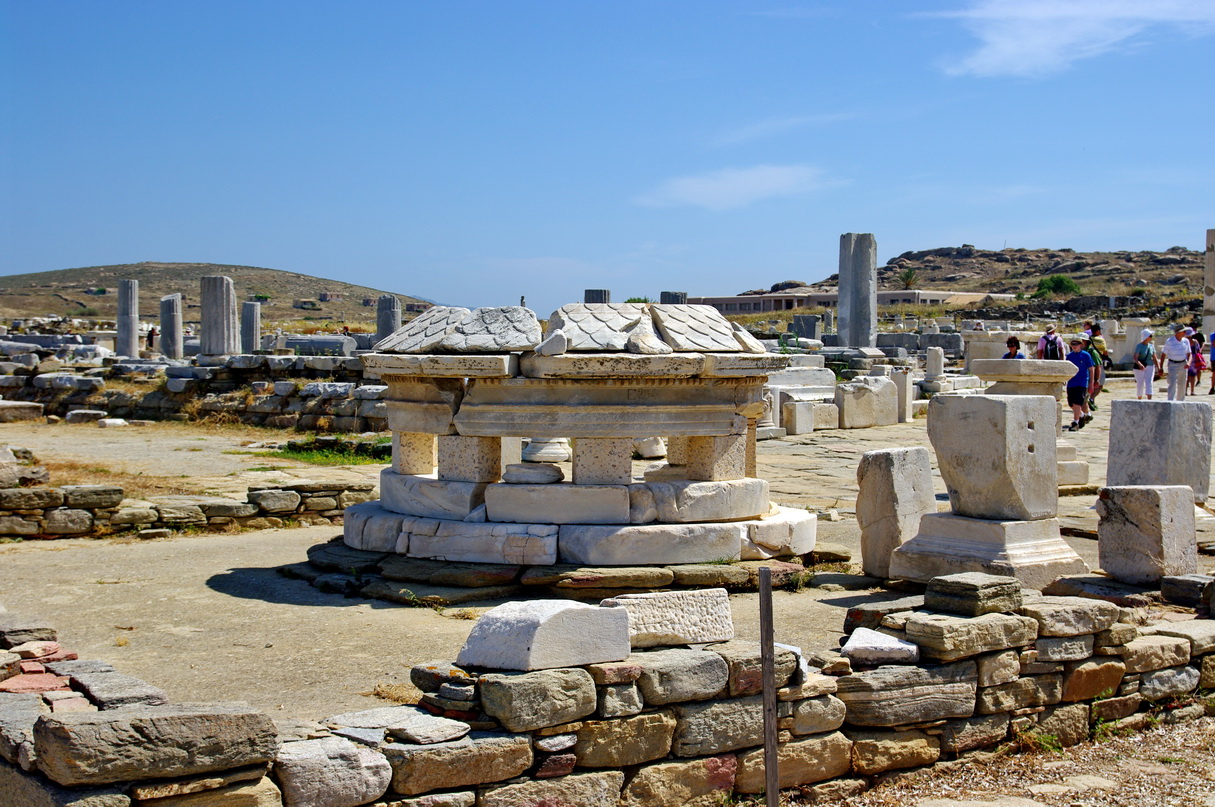
L'agorà dei Competenti.

I pellegrini arrivavano a Delo ed entravano nel santuario attraverso un percorso che è ancora seguito dai turisti contemporanei. Il luogo in cui oggi approdano le imbarcazioni corrisponde al porto principale dell'antica città, ma è quasi impossibile riconoscerlo a causa dell'insabbiamento naturale e dei tagli di scavo.
I nuovi arrivati venivano accolti nell'agorà degli Ermetisti o Competalisti, che prendeva il nome dai Compitalia, divinità romane onorate da schiavi e liberti.
Dall'agorà dei Competalisti, la processionaria (Dromos) conduce al santuario di Apollo, incorniciato dal Portico Sud da un lato e dal Portico di Filippo dall'altro. Quest'ultimo fu costruito dal re Filippo V di Macedonia intorno al 210 a.C. e presenta sull'architrave la seguente dedica: "Offerta di Filippo, re di Macedonia, figlio del re Demetrio, ad Apollo". 

### Il santuario di Apollo
Preceduto da propilei diroccati, il santuario è costituito da una vasta spianata dove rimangono molti resti, tra cui quattro templi dedicati al dio Apollo. Un tempo c'era anche una statua colossale che lo rappresentava, ma che ha subito molteplici deturpazioni e tentativi di spostamento. Nel British Museum rimangono solo il busto e parte del bacino e un piede.
Immediatamente a destra dei propilei si trova l'oikos di Naxo, uno dei monumenti più notevoli del periodo arcaico a Delo. Costruito tra il 600 e il 575 a.C., è un edificio antis che misura 24 metri per 10 m. con un colonnato interno. Secondo un'ipotesi sostenuta da Paul Courbin, si tratterebbe del primo tempio di Apollo. Ma la maggior parte degli storici oggi la considera un oikos o una sala per banchetti a causa delle sue grandi dimensioni.
La statua del culto di Apollo, nonostante non ci sia pervenuto nulla, è delle più celebri e documentate di Delo: essa doveva essere in legno (secondo la tradizione di lavorazione xoana e degli sphyreleta) con alcune parti asportabili in oro. Tutti i testi epigrafici e letterari che studiano quest'opera la definiscono àgalma.
Tra le varie fonti letterarie, Pausania (IX, 35, 3) riconduce la sua realizzazione agli scultori arcaici Tektaios e Angelion, allievi della grande scuola artistica (Pausania, II, 32, 5) sviluppatasi a Creta nel VII secolo a.C. e chiamata "dedalica": si occupava della realizzazione di coana (opere in legno) e sphyrelata (in lamina in bronzo sbalzata). Nel V secolo, nei Saturnali (I, 17, 13) Macrobio descrive la figura che regge nella mano destra tre Grazie e in quella sinistra l'arco e la freccia. Ne scrive anche Plutarco (per quanto l'opera non sia di certa attribuzione) nel De Musica, dove, nel capitolo 14, descrive la statua di Apollo, aggiungendo che a loro volta le tre Cariti reggono degli oggetti in mano: una lira, un aulòs e un syrinx a sostegno della sua tesi per cui Apollo non era solo l'inventore della lira, ma di tutti i principali strumenti musicali. Infine, un'interessante testimonianza è fornita dagli Aitia di Callimaco, dove il poeta riporta una descrizione della statua nella forma di un dialogo-epigramma.
Nonostante la frammentarietà del testo, grazie a questo dialogo si viene a conoscenza, oltre alle componenti descrittive (rivestito d'oro e una cintura intorno alla vita), anche del significato simbolico delle Cariti e dell'arco: le prime erano sostenute dalla mano destra, di modo che Apollo fosse disposto a conferire le sue grazie, mentre l'arco era posto nella mano sinistra, cosicché fosse più lento a castigare gli uomini.
Un confronto iconografico dell'opera si ritrova nel rilievo A 6995 e Apollo è ancora una volta rappresentato nudo con la gamba destra in appoggio, la sinistra in avanti e le ciocche di capelli che ricadono sul petto; nelle mani regge arco e faretra, accanto ai suoi piedi vi sono due altari rotondi sui quali siedono due sfingi di profilo, accanto alla spalla sinistra una figura femminile alata e dalla parte opposta un moscoforo.
Risalente alla fine del VII-inizio del VI secolo a.C. è il Colosso dei Nassi. Ora il torso e il bacino si trovano nell'Artemision mentre la base è addossata al lato nord dell'oikos dei Nassi. Essa misurava circa 8 metri in altezza calcolando le dimensioni delle parti rimanenti: il torso (2,30 m) su cui si appoggiano, sia sul petto sia sulla schiena, ciocche di capelli intrecciati e il bacino (1,25 m). Rispecchia la tendenza delle opere nassie a dare vita a forme più sottili e snelle, come si nota dall'assottigliamento del tronco nella zona addominale e della vita. Petto e sterno sono meglio lavorati e definiti (lo si nota nei pettorali e nella fossa del giugulo, la cui profondità è indice di ricerca naturalistica) a differenza della zona addominale e della schiena che sono trattate superficialmente. Era dotata di ornamenti in bronzo, a noi non pervenuti, ma di cui rimangono i fori per il fissaggio sul petto e sulla vita. Il colosso è un'opera particolare nel suo genere: se infatti il modello è quello dei kouroi, esso presenta delle innovazioni rispetto a quelli prodotti in Attica e soprattutto in area dorico-peloponnesiaca: nessun kouros del VII-VI secolo a.C. presentava le braccia portate in avanti, come in questo caso (anche se non pervenute si desume dalle cavità sul torso che servivano a inserire i tenoni delle braccia all'altezza del gomito) dove gli avambracci creano un angolo retto con le braccia.

### I templi di Apollo
Tre dei quattro templi di Apollo sono allineati fianco a fianco a est. Il più settentrionale è comunemente chiamato "Pôrinos Naos". Generalmente attribuito agli Ateniesi, risale all'epoca in cui i Pisistratidi cercarono di imporsi su Delo, nella seconda metà del VI secolo a.C. Si tratta di un tempio in antis, cioè composto da un naos (sala principale) e da un pronao circondato da due colonne.

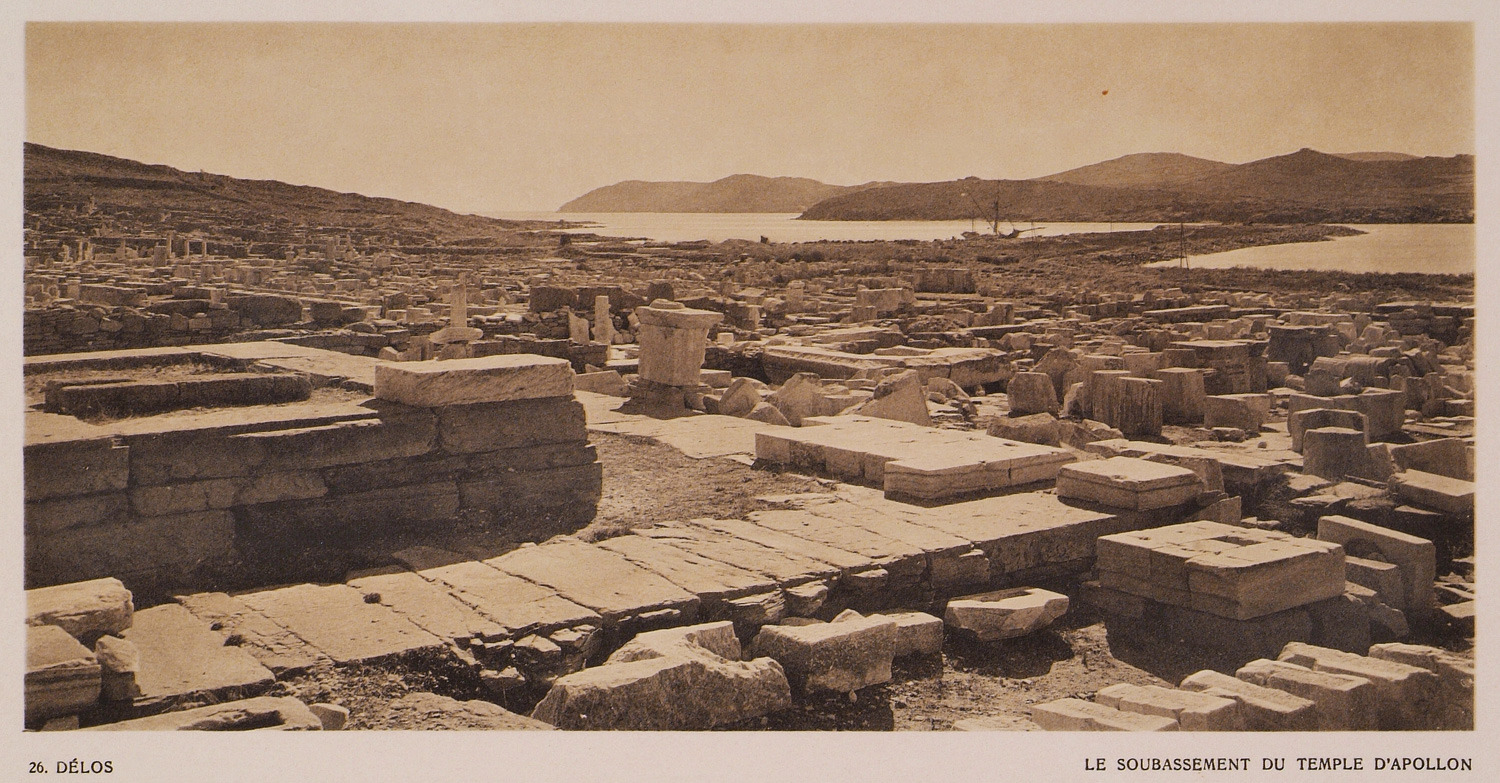
Base del Tempio di Apollo, nel 1919.

Il tempio successivo è chiamato "Tempio degli Ateniesi" o talvolta "Tempio delle Sette Statue". Si tratta di un tempio con pianta anfiprostila in stile dorico. La tecnica costruttiva è tipicamente attica e nella tradizione del Partenone di Atene. Si ritiene che risalga al 425-420 a.C. e potrebbe essere stato inaugurato nel 417 a.C. da Nicia, un generale ateniese.
Il terzo e ultimo tempio è chiamato il "Grande Tempio" ed è l'unico edificio conosciuto a Delo ad essere periptero. Fu costruito in due fasi: la prima intorno al 475-470 a.C., dove viene rialzato fino al fregio compreso. Ci fu poi un tetto provvisorio fino all'indipendenza di Delo (314 a.C.) quando i lavori furono ripresi e completati.
Il quarto tempio di Apollo è un vasto edificio situato a nord della spianata, tra il Keraton e l'Artemision. Si tratta del Pythion, santuario dell'Apollo di Delfi, citato in numerose iscrizioni.
Proprio di fronte all'ingresso del Pythion si trova il Keraton, o "altare cornuto". Spesso citato nei resoconti del santuario, si tratta in realtà di un altare monumentale composto da un podio absidale a est e da due scalinate laterali a ovest. Secondo la leggenda, fu creato dallo stesso Apollo. Era qui che si praticava il sacrificio dei buoi offerti ad Apollo e i riti del "geranos" (danza rituale delle gru selvatiche) e della corsa con flagellazione, altro rito citato nell'Inno a Delo di Callimaco di Cirene.
La statua di Apollo musico riprende anch'essa parzialmente l'iconografia di Helios: la capigliatura richiama quella di Helios sul carro, anche in questo caso, dalla metopa di Troia; il dio, in un'estasi quasi dionisiaca, è rappresentato con il corpo che, con la gamba destra leggermente portata in avanti così come la spalla sinistra, crea un avvitamento su sé stesso che termina nella testa, ruotata verso sinistra il cui movimento è sottolineato dall'ondulazione dei capelli.
Essa faceva parte di un gruppo di cinque statue, accompagnato da Artemide (A 4126), Latona (A 4127) e due Muse (A 4128 e A 4129) che furono scoperte nella Casa delle Cinque Statue. La prima (1,30 m) si presenta mancante del naso e di metà degli avambracci; indossa un sottile chitone sopra al quale ricade un peplo più pesante. Ha un atteggiamento composto e calmo ma non rigido. Teneva probabilmente degli attributi nelle mani, forse un arco nella mano sinistra. Sono state ritrovate tracce di policromia originale sul peplo, che era blu con il bordo oro, mentre tracce di rosso erano sul chitone, tra i capelli, sulle labbra e sugli occhi. Latona (1,09 m) manca della parte superiore del torso, della testa e della mano destra. Il peso è sulla gamba sinistra e il corpo è interamente coperto dalle vesti pesanti e larghe, che nascondono la zona della vita. Indossa un peplo e un mantello dalla stoffa pesante, che ricade sul braccio sinistro. Proprio sugli abiti sono state ritrovate tracce di policromia originale: blu e giallo sul peplo, blu e rosso sul mantello e marrone-rossastro sui sandali. La prima Musa “con la nebride” (1,20 m) manca della testa, del braccio destro e della mano sinistra. Indossa un chitone lungo fino a terra, sopra al quale vi è un mantello poggiato sulle spalle che le copre la schiena e una pelle di cervo, legata sulla spalla destra e stretta sotto il seno da una cintura. Marcadé sottolinea che il fatto che indossi la nebride potrebbe suggerire che si tratti di un'Artemide. La seconda musa (1,30 m) è mancante della spalla e del braccio sinistri, delle dita della mano destra e di parte del piede destro. Sul capo indossa un leggero velo, ricavato dall'himation, che copre i capelli delicatamente raccolti dietro la nuca e scende poi sulla schiena avvolgendosi davanti sotto le anche; è vestita di un chitone dalle pieghe spesse sopra al quale indossa un koplos. Marcadé ha proposto che si potesse trattare di una Tyche più che una Musa, per via del peplo e del capo velato e soprattutto perché egli ha supposto che nella mano sinistra tenesse una cornucopia. Le dimensioni (la figura di Apollo misura 1,11 m) e il fatto che fossero poco lavorate sulla parte posteriore suggeriscono che le statue formassero un gruppo unitario e che facessero parte della scena del teatro. F. Queyrel ha invece proposto che il gruppo appena descritto, l'Apollo che calpesta gli scudi galati e la statua ritratto A 4142 fossero tutte opera della stessa bottega e che provenissero dalla Casa di Dioniso invece che dal Teatro. La testa del ritratto A 4142 e numerosi frammenti di Apollo che calpesta gli scudi galati provenivano infatti da quella casa che fu abbandonata e successivamente riutilizzata come sede per dei forni per la calce; di conseguenza, le sette opere sarebbero potute appartenere alla decorazione della Casa di Dioniso e spostate in seguito nella Casa delle Cinque Statue. La figura di Apollo porta un lungo chitone di forma tubolare, stretto in vita da una cintura, sopra al quale indossa un mantello. Questo tipo di abbigliamento è riflesso di un preciso schema iconografico: si rappresenta Apollo musico che suona la cetra o la regge con la mano sinistra (occasionalmente può essere appoggiato a un pilastro) indossando un chitone legato e un himation. Un confronto si può fare con l'Apollo con la cetra o con l'Apollo n° inv. 1344 probabilmente proveniente dal frontone del tempio di Apollo del IV secolo a.C. a Delfi, che nel braccio sinistro, ora mancante, doveva reggere una cetra; entrambi indossano un chitone e un himation. Sulle vesti sono rimaste tracce della policromia originari che permettono di capire che il mantello era dipinto di blu, la cintura di giallo e i sandali di rosso.
La statuetta di Apollo e il piccolo torso di Apollo nudo sembrano testimoniare una ripresa di forme arcaiche. Il fatto che la statuetta di Apollo e il piccolo torso di Apollo nudo non siano statue arcaiche è deducibile dalla delicatezza delle forme e dal leggero sbilanciamento delle anche che testimoniano una conoscenza delle opere di Prassitele e l'acquisizione di tecniche scultoree più avanzate nella resa della figura umana. Anch'esse presentano la figura stante in nudità, poggianti sulla gamba destra mentre quella sinistra è leggermente portata in avanti e in entrambe, nonostante siano mancanti della testa, rimangono le ciocche di capelli intrecciati poggianti sia sul petto sia sulla schiena.
Jean Marcadé ha inoltre avanzato l'ipotesi che una piccola sfinge di epoca ellenistica (fig. nº 7) potesse essere pertinente alla statuetta di Apollo (cat. nº 1) e che insieme potessero formare una riproduzione della statua di culto arcaica di Apollo. Anche la testa di Apollo riprende, nella severità del volto, modelli più antichi, se non arcaizzanti, almeno dell'inizio del V secolo a.C. La capigliatura, tenuta da una fascia che circonda la nuca, ricade sulle spalle in grossi boccoli ed è definita da Marcadé “libica” in quanto la sua origine è egiziana e caratterizza la dea Iside. Ogni altro esempio che si trova al di fuori dall'Egitto è connesso al culto isiaco. Tuttavia il volto, che in origine apparteneva a una statua, è difficilmente assimilabile a un'effigie femminile sia per i tratti marcati, come la mascella larga, sia per la capigliatura, dove le ciocche dalle tempie si allungano fino a coprire la base del collo ma non arrivano oltre le spalle come invece avviene nei soggetti femminili.
La statua di Apollo che calpesta tre scudi di Galati rappresenta un caso a sé rispetto alle altre opere analizzate; essa infatti non raffigura l'iconografia diffusa di Apollo musico, ma si riferisce a un preciso fatto storico. Sono stati riconosciuti negli scudi che il dio calpesta dei thyrei, ovvero degli scudi galati: ciò potrebbe suggerire che la statua si riferisse alla sconfitta subita dai Galati nel 279 a.C. alle porte di Delfi, che secondo Callimaco, Apollo nel ventre della madre aveva profetizzato “ἀσπὶδας, αἲ Γαλάτησι κακὴν ὀδὸν ἄφροι φύλω στήσονται.” (Inno a Delo, vv. 184-185). B.S. Ridgway ha inoltre supposto che quest'opera potesse essere parte di un più grande monumento commemorativo, ma rimane solamente un'ipotesi dal momento che essa fu trovata in molti frammenti sparsi per l'area del teatro e che le sue dimensioni minori del reale (1,33 m) suggeriscono che potrebbe essere stata una statua volta alla decorazione domestica. La posa sembra essere una fusione di più modelli: da un lato il braccio portato sulla testa richiama l'Apollo Liceo di Prassitele, dall'altra la gamba poggiante sugli scudi ricorda il tipo di Afrodite poggiante su una tartaruga. L'Apollo Liceo, un'opera di Prassitele della metà del IV secolo a.C., rappresenta il dio poggiante sulla gamba destra mentre la pianta della sinistra, libera dal peso si stacca da terra, creando un movimento a S del corpo sottolineato dallo sbilanciamento delle anche. Il braccio sinistro è posato su un pilastro e regge nella stessa mano un arco, mentre il braccio destro, sollevato, poggia sulla testa. Essa è caratterizzata da un'acconciatura femminile, con i boccoli che contornano il viso, delicatamente raccolti sulla nuca. Un confronto con una statua di Afrodite in una posa simile è possibile con l'Afrodite Brazzà, conservata al museo di Berlino, riproduzione di un originale di Fidia che rappresenta la dea, vestita di un peplo e un himation riccamente drappeggiato che ricade sulla coscia sinistra, piegata in avanti e appoggiata a una tartaruga.

### La Terrazza dei Leoni

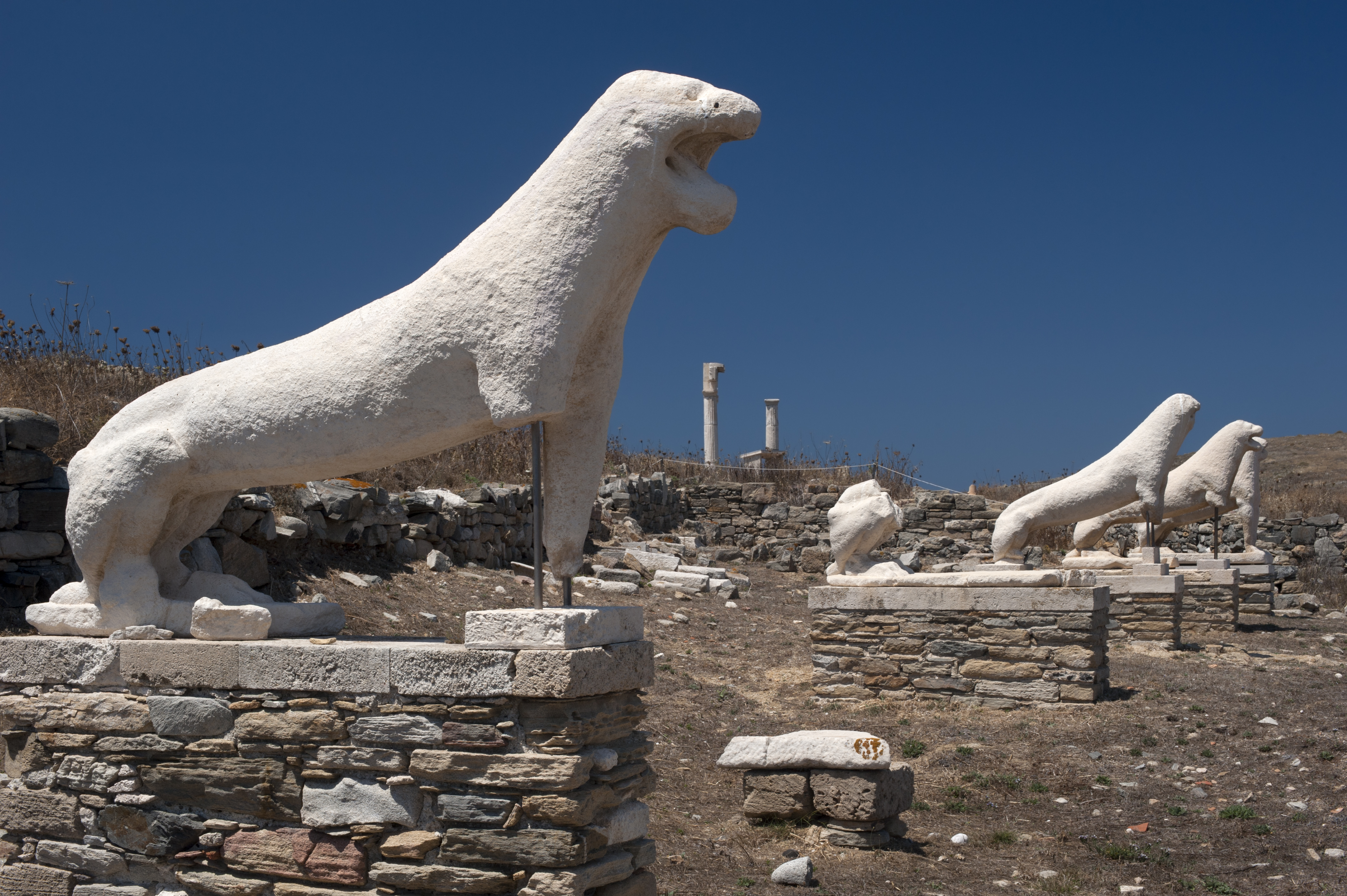
La Terrazza dei Leoni

Nelle vicinanze si trovano anche i famosi leoni di Delo allineati su una terrazza. Sono infatti leonesse con uno stile molto particolare (corpo snello, molto allungato, testa piccola). Gli studiosi attribuiscono la loro costruzione al VII secolo a.C., contemporaneamente alla serie di grandi realizzazioni architettoniche dei Naxiani a Delo. I leoni sono infatti realizzati in marmo di Naxos, il che suggerisce che siano stati costruiti durante il periodo di influenza di questa città sull'isola. Poiché conducono all'antico ingresso arcaico del Letoon, si ritiene che i leoni possano essere i guardiani del dominio di Leto. Solo che questo santuario non esisteva ancora al momento in cui fu costruita la terrazza dei leoni. Potrebbero quindi condurre al santuario di Apollo o Artemide, una dea più spesso associata ai leoni rispetto a Leto. Nove all'inizio, sono solo cinque i leoni (più precisamente leonesse) in marmo pario, custoditi nel museo dell'isola. Un sesto fu portato a Venezia nel 1716; si può vedere davanti alla porta di terra dell'Arsenale di Venezia (la testa originale, perduta, è stata sostituita da una testa "moderna").

### Le opere policrome
La statuaria in marmo greca e romana che ci è giunta raramente conserva traccia del suo aspetto originario, quando spesso era completamente dipinta; la pittura era processo fondamentale nella realizzazione di una statua. Andreas Karydas e Hariclia Brecoulaki hanno analizzato a raggi X tracce di colore arancione, marrone, viola, verde e nero che hanno mostrato come essi provenissero da un'ampia gamma di pigmenti tra cui anche minerali: tra essi il blu egizio (che veniva prodotto in loco), il solfuro di arsenico, la jarosite, la celadonite o altri più esotici come il cinabro e l'orpimento: essi venivano applicati sul marmo sia puri sia mischiati tra di loro attraverso collanti naturali quali la robbia o la malva. I colori più utilizzati erano il giallo, il blu e il rosa: come riporta C. Blume vi era una particolare propensione all'impiego del blu chiaro e del rosa acceso, frequentemente applicati in associazione tra loro. Il colore veniva applicato sul marmo senza preparazione sottostante oppure su uno strato biancastro di polvere di piombo che conferiva una maggiore aderenza al colore -veniva infatti usato per i colori più preziosi-, rendeva la superficie più liscia e esaltava l'intensità del colore. L'abilità degli artisti permetteva loro, sfruttando pochi colori, di creare molte sfumature; esse si ottenevano in diversi modi: usando colori puri -dai pigmenti e dai minerali-, creando una miscela di pigmenti, giocando sul grado di polverizzazione, sfruttando il legante o sovrapponendo tra loro strati di colori (anche fino a quattro). Un altro modo di completare le statue, oltre alla pittura, era la doratura: veniva utilizzata la foglia d'oro (e non la polvere) che si applicava sul marmo o in modo diretto con dei collanti naturali, oppure attraverso uno stato preparatorio composto di ocra gialla o rossa e piombo.
Il ruolo della doratura e della pittura non era semplicemente decorativo: nell'interagire con la forma divenivano parte integrante dell'opera di cui arricchivano il significato. Innanzitutto queste tecniche potevano servire a coprire i punti di connessione nelle statue laddove fossero stati usati blocchi di marmo diversi; inoltre, sottolineando elementi scolpiti (come le labbra) la pittura poteva potenziarne il realismo, creare dei motivi che fossero in parte scolpiti e in parte dipinti oppure sostituirsi direttamente alla tecnica plastica, creando degli elementi solo attraverso il colore (come ad esempio la decorazione di una veste).
La doratura non era da meno: essa era funzionale ad arricchire le statue di gioielli in alcuni casi, o in altri a coprirne tutto il corpo lasciando poco spazio alla pittura.
La prima opera analizzata che riporta tracce di policromia fu trovata nello stesso contesto della statua di Apollo seduto: la statua di Apollo nudo. La posa morbida e il corpo femmineo hanno permesso di individuare la figura come Apollo, più che come un atleta vittorioso. Il corpo è nudo e sensuale, in quanto la totale nudità è accentuata dalla clamide che morbidamente ricade dalla spalla sul braccio sinistro, senza nascondere nulla. Il ritrovamento, fatto nella Casa delle Maschere, ha portato Marcadé a supporre che essa fosse la sede di un'associazione di teatranti di cui la statua era simbolo di un culto apposito. Proprio sulla clamide Philippe Jockey e Brigitte Bourgeois hanno ritrovato tracce della policromia originaria grazie alla fluorescenza UV: la faccia esterna era dipinta di rosa, quella interna di blu e il bordo era dipinto d'oro. Ma il fattore più importante è che sono state ritrovate delle tracce d'oro sul corpo. Le tecniche utilizzate dovevano molto a quelle egizie: lo strato rossastro sottostante la foglia d'oro, ritrovato su alcune statue delie era utilizzato nella doratura delle maschere in stucco delle mummie egizie. Gli scultori delii cominciarono a utilizzare questa tecnica ricoprendo il corpo delle statue in foglia d'oro -per i committenti più abbienti- mentre gli abiti erano dipinti. Il fine era quello di creare un'opera la cui efficacia non fosse affidata alla sola scultura, ma vi partecipassero, completandola, anche la pittura e la doratura.
Il Diadumeno è una delle opere più celebri ritrovate a Delo: fu trovata nella Casa del Diadumeno insieme allo Pseudo-Atleta e a una figura di Artemide. La seconda pervenuta intera tranne che per il braccio destro e l'avambraccio sinistro, indossa un himation, sotto al quale vi è un apoptygma, stretta da una cintura sul busto e porta un arco in mezzo ai seni, dove sono stati individuati dei buchi per il fissaggio della freccia. Lo Pseudo-Atleta pervenuto intero combina il volto di un mercator romano, dai tratti naturalistici e realistici (come le orecchie leggermente sporgenti) con il corpo idealizzato che, invece, si rifà a modelli classici. Il Diadumeno fu trovato in un angolo della sala E della casa e rappresenta una copia dell'originale di Policleto del V secolo a.C.: una figura maschile nuda intenta a cingersi il capo con una benda in segno di vittoria. Quest'opera viene inserita tra le raffigurazioni di Apollo nonostante non sia certo che voglia rappresentare il dio che nelle versioni della serie copistica (e dunque, presumibilmente anche nell'originale bronzeo) non presenta alcun attributo apollineo; nella copia delia, invece, il supporto non è un semplice tronco di palma ma a esso sono appoggiati un mantello e una faretra, uno dei simboli, quest'ultimo, di Apollo, il dio arciere. La resa del corpo segue i precetti policletei, attenendosi al noto principio di proporzione tra le parti anatomiche, mentre il volto è vivo: ogni dettaglio contribuisce all'impressione di vita e movimento, come ad esempio l'irregolarità dei nastri della banda che ricrea l'effetto della stoffa che preme sulla voluminosa capigliatura o la precisione dei rami del tronco dell'albero. Il corpo è molto giovane ma al contempo elegante, le varie parti sono definite in modo deciso ma non eccessivo. Il leggero sbilanciamento delle anche, con quella destra portata più in alto, si accorda in corrispondenza chiastica con l'inclinazione delle spalle, che dunque vede la destra più in basso. Lo sguardo pacato e dolce è rivolto verso il basso. È significativo il fatto che, confrontando quest'opera con la copia del Metropolitan Museum, sia risultato che esse hanno le stesse dimensioni (tanto che è stato possibile ricostruire calchi in gesso del torso perduto e la parte superiore delle gambe della statua di New York grazie a quella delia, con la quale coincideva perfettamente): ciò significa che la precisione delle misure e dei calcoli effettuati per realizzare la copia di Delo non era un fatto eccezionale, ma comune ad altre copie. La singolarità della statua delia stava, invece, nella la presenza della faretra (l'unica tra le copie) che dimostra come l'innovazione e l'iniziativa non mancassero agli scultori delii, che non si limitavano dunque a copiare.
Le analisi condotte con il video-microscopio da Brigitte Bourgeois e Philippe Jockey hanno mostrato che la statua era completamente rivestita in foglia d'oro: sono state trovate tracce sulle orecchie, il collo, il bicipite destro, sui capelli e sui peli pubici. Inoltre anche il sostegno era integralmente rivestito in oro. L'oro era steso (e non applicato in grani o in polvere) con la tecnica “a ciotola”: veniva applicato su uno strato di polvere biancastra (piombo), gialla e rossa (ocra). Dei fasci luminosi puntati sulla statua hanno poi permesso di individuare delle inclusioni di mica grazie al riflesso dovuto al colore argentato.

### Le opere incerte
Vi sono due opere la cui identità rimane dibattuta in quanto lo schema iconografico è molto simile; potrebbero essere rappresentati, infatti, sia Apollo sia Dioniso. La prima dalle dimensioni piuttosto ridotte (30,5 cm) presenta una lavorazione sommaria e incompleta. La figura, priva della testa e dell'avambraccio sinistro, poggia il peso sulla gamba destra e con un'accentuata curvatura laterale della schiena si sostiene a un pilastro appoggiandovi il gomito sinistro. L'himation cade dalla spalla sinistra e scende dalla schiena verso l'anca destra, avvolgendosi poi intorno al bacino. Nella mano sinistra teneva probabilmente un arco (il marmo non ancora lavorato si incurva appoggiandosi all'avambraccio). Il pilastro quadrato si differenzia dalla piccola colonna con capitello modanato cui si poggia la statua.
Quest'opera è pervenuta in condizioni migliori della precedente: è mancante della testa, del braccio destro e dell'avambraccio sinistro, ma la lavorazione della figura è più fine; solamente il trattamento superficiale del retro della statua fa pensare che non sia ultimata. La posa è molto simile a quella dell'altra statua: con il peso sulla gamba destra rigida mentre la sinistra è portata in avanti e piegata, la figura si appoggia alla colonna con il gomito sinistro, provocando uno sbilanciamento delle anche. Sulla schiena e sulle spalle ricadono ciocche ondulate di capelli. Anche in questo caso l'himation si appoggia al braccio sinistro avvolgendosi dietro la schiena e coprendo l'inguine grazie al sostegno della coscia destra sul quale ricade creando delle spesse pieghe. L'identificazione, in entrambi i casi, della figura è incerta: la morbidezza dell'inclinamento delle anche, sottolineato dall'inguine deliberatamente quasi del tutto scoperto, donano alla figura sensualità, tratto che si avvicina di più a Dioniso, mentre le ciocche ondulate di capelli che ricadono sulle spalle sono assimilabili a entrambe le divinità.
Lo schema iconografico del dio che si appoggia a una colonna a un pilastro, diventa frequente per la rappresentazione di entrambi gli dei e facilmente alternabile grazie allo scambio degli attributi: un arco o una corona, una phiale o un kantharos, un ramo di alloro o un grappolo d'uva.
A Delo, Apollo, così come Dioniso, è dio delle arti, della musica e del teatro: questo rapporto di entrambi gli dei con il teatro si riflette nelle somiglianze tipologiche fra diverse statue. Ad esempio nel caso di un dio appoggiato a un pilastro o a una colonna è difficile distinguere quale dei due sia rappresentato, in assenza di attributi; si possono inoltre riscontrare caratteri dionisiaci nell'estasi musicale di Apollo, come nel caso della statua di Apollo musico. Un'altra contaminazione tipologica la si nota nella statua di Apollo che calpesta tre scudi di Galati, dove i capelli del dio sono tenuti da una mitra dionisiaca, elemento che raramente viene attribuito ad Apollo.
Durante l'Ellenismo non fu raro un avvicinamento e una sovrapposizione dell'iconografia di Apollo e Dioniso: il primo cominciò ad assumere un aspetto più languido ed effeminato, più vicino al dio del vino, mentre questo a sua volta perse la connotazione di dio barbuto e maturo, per assumere l'aspetto di una giovinezza apollinea. Questa assimilazione avveniva in corpi rappresentati spesso nudi o semi-nudi, forti e giovanili ma non più efebici.
Come riporta E. Calandra, in una recensione al testo di Schröder “Römische Bacchusbilder in der Tradition des Apollon Lykeios. Studien zur Bildformulierung und Bildbedeutung in späthellenistisch-römischer Zeit" in epoca ellenistica la sovrapposizione delle due figure divine è dovuta esclusivamente a una nuova concezione della produzione ormai standardizzata “decontestualizzando le singole componenti e ristrutturandole nella nuova iconografia”: il tipo, ad esempio dell'Apollo Liceo è nell'ellenismo intercambiabile fra le due figure.
Anche la condivisione di aspetti del teatro e della musica, secondo Marcadé, ha permesso la sovrapposizione iconografica tra Dioniso e Apollo dove è stato il secondo ad avere la meglio, acquisendo un'iconografia più ricca del primo.

## Mitologia
Secondo la mitologia greca era inizialmente un'isola galleggiante dove si rifugiò Latona per partorire i figli gemelli di Zeus lontano dall'ira di Era. È pertanto considerata il luogo di nascita del dio Apollo e della dea Artemide, figli di Latona.
Asteria, figlia della titanide Febe e del titano Ceo, fu la sposa del titano Perse, e gli diede una figlia che chiamarono Ecate. Per sfuggire all'amore fedifrago di Zeus, Asteria si trasformò in una quaglia, ma la fuga precipitosa la fece precipitare nel mar Egeo, come un astro (appunto Asteria). Zeus ne fu addolorato e trasformò Asteria in un'isola, che si chiama anche Ortigia, ovvero "isola delle quaglie". Su quest'isola Latona (sorella di Asteria) trovò asilo e vi partorì Apollo e Artemide. E siccome per la nascita di Apollo, dio del Sole, l'isola fu tutta circonfusa di luce, fu, da allora, chiamata Delo, dal verbo greco δηλόω (deloo) che significa “mostrare", poiché era ormai visibile.
Nelle odi, Pindaro scrisse "[…] che gli uomini chiamano Delo ma i beati sull'Olimpo, astro della terra scura, visibile da lontano"; il poeta ne dà dunque due denominazioni: la prima, più umana, con il significato di "chiara"; mentre la seconda, divina, la definisce "astro", in greco Ἄστρον sinonimo di ἀστήρ che richiama Asteria, il nome utilizzato prima che l'isola fosse chiamata Delo.

## Amministrazione
Dal punto di vista amministrativo l'isola è compresa nel comune di Mykonos.
In realtà, il fatto che sia disabitata dipende da un preciso motivo: il divieto di pernottarvi è infatti legato alla sacralità del luogo, che i governi moderni hanno voluto preservare.